# 1000
|  | Per a altres significats, vegeu «mil (desambiguació)». |

## Esdeveniments
- La població mundial arriba a 300 milions de persones. La població mundial s'estima en una forquilla entre 254 i 345 milions de persones.[1] Les ciutats més poblades de la Terra eren:[2]

1. Constantinoble (Imperi Romà d'Orient) 500.000
2. Còrdova (Califat de Còrdova) 450.000
3. Kaifeng (Xina) 400.000
4. Angkor (Cambodja) 200.000
5. Kyoto (Japó) 175.000
6. El Caire (Califat d'Egipte) 135.000
7. Bagdad (Califat de Bagdad) 125.000
8. Nixapur (Pèrsia) 125.000
9. Al-hasa (Aràbia) 110.000
10. Patan (Índia) 100.000

- Els hutus arriben a Ruanda.

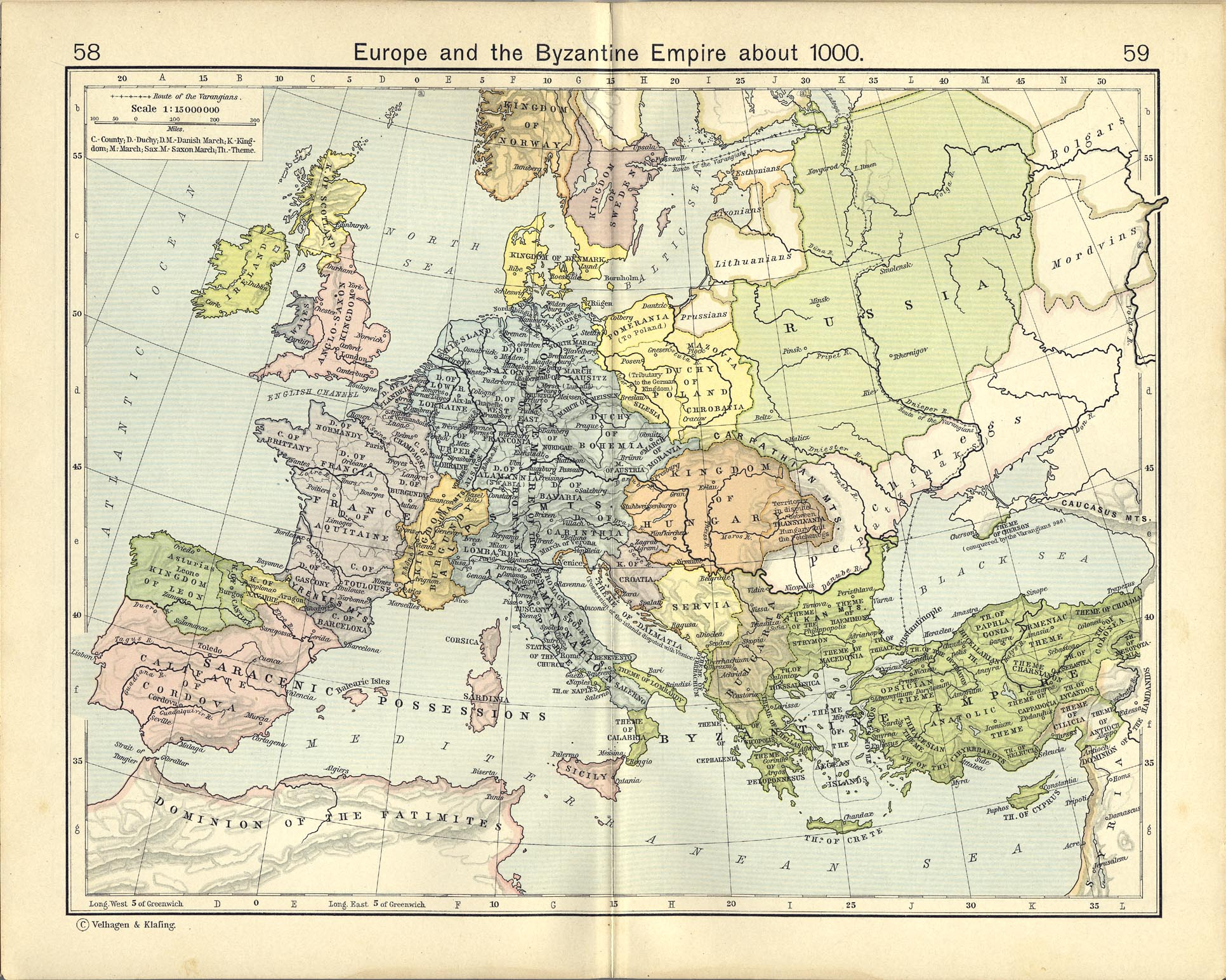
Mapa polític d'Europa a l'any 1000

- Leif Eriksson arriba a les costes de Nord-amèrica i les anomena Vinland.
- Es funda la ciutat de Dhaka, Bangladesh.

### Europa
- Es creia que arribaria l'apocalipsi.
- Extensió del cristianisme per Europa central i la península Escandinava.
- L'església cristiana formalitza el procés de canonització.

## Naixements
- Tolosa, França - Almodis de la Marca, esposa de Ramon Berenguer I.
- Aibar, Navarra - Ramir I d'Aragó, rei d'Aragó. (Mort el 1064)
- Constantí IX, emperador romà d'Orient. (Mort el 1054)
- Kawan al-Dawla, governador de Kerman. (Mort el 1028)[3]

## Necrològiques
- 9 de setembre - Olaf I de Noruega en la batalla de Svolder. (Neix el 969)[4]
- Al-Khujandi, astrònom persa.[5]
- Al-Muqaddasi, geòleg àrab.
- Elfrida, segona o tercera esposa d'Edgard el Pacífic. (Neix el 945)[6]
- Huyan Zan, general xinès.[7]
- Abu-Sahl al-Quhí, matemàtic i astrònom persa.[8]